# Богдан Пушкић
Богдан (Вуксана) Пушкић (Белогош, 1884 — ?, 1963) био је српски војник. Носилац је Карађорђеве звезде са мачевима.

## Биографија
Рођен је 1884. године у Белогошу, срез поркупачки, од оца Вуксана и мајке Стаменке. Отишао је на одслужење војног рока и у војсци је после неке свађе убио човека, због чега је био осуђен на 20. година робије. У најтежим тренуцима за Србију, пред сломом 1915. године, робијашима је понуђено да ступе у војску са обећањем да ће им бити опроштена кривица. Бодан је ступио у војску и са њом је одступио преко Албаније. На Солунском фронту је распоређен у 6. пук Дринске дивизије и са тим пуком учествовао је у освајању Кајмакчалана, где се одликовао беспримерним јунаштвом, за што је одликован Сребрним орденом Карађорђеве звезде са мачевима.
После рата се вратио на своје имање у Белогош где је затекао само кћер Драгу. Отац, мајка и супруга Николета умрли су од болештина и бугарског терора.